# Parkia bicolor
Parkia bicolor là một loài thực vật có hoa trong họ Đậu. Loài này được A.Chev. miêu tả khoa học đầu tiên.
Đây là loài bản địa miền Tây nhiệt đới và Trung Phi. Môi trường sống tự nhiên của chúng là rừng nhiệt đới ẩm thấp, đầm lầy, rừng và thảo nguyên.
Parkia bicolor là một cây trung bình đến lớn, phát triển đến chiều cao khoảng 40 m (với thân cây có đường kính từ một mét trở lên với các trụ hẹp, lan rộng.